# Miroslav Vilhar
Miroslav Vilhar, född 7 september 1818 i Planina, Slovenien, död 6 augusti 1871 i slottet Kalec, Slovenien var en slovensk kompositör, poet och politiker.

## Biografi
Vilhar föddes i en familj av mäktiga jordägare, ägarna till slottet Kalec. Efter att ha studerat juridik i Wien och Graz gifte han sig 1845 och flyttade in i Kalec. Han hade åtta barn och hade ett aktivt socialt liv. Han var borgmästare i Knežak och sedermera också medlem i Krains provinsråd. Vilhar bidrog till att stärka det slovenska nationella medvetandet genom att skriva ner, och på så sätt bevara för eftervärlden, operetter och dramer. Bland annat skrev han den första Slovenska operetten, Jamska Ivanka. Han skrev och tonsatte sin egen poesi, varav en del sånger blivit så folkkära att författaren hamnade i skymundan. 1863 publicerade han tidningen Naprej (Framåt).

## Kända verk
- Po jezeru (sv. På sjön)
- Lipa zelenela je (sv. Linden grönskar)
- Zagorski zvonovi (sv. Zagorjes kyrkklockor)
- Rožic ne bom trgala (sv. Jag kommer inte att plocka blommor)